# Грилли, Гвидо
Гвидо Джон Грилли (англ. Guido John Grilli; 9 января 1939, Мемфис, Теннесси) — американский бейсболист, играл на позиции питчера. В 1966 году играл в Главной лиге бейсбола за клубы «Бостон Ред Сокс» и «Канзас-Сити Атлетикс».

## Биография

### Ранние годы
Гвидо Джон Грилли родился 9 января 1939 года в Мемфисе. Старший из двух детей в семье. Его отец Гвидо Грилли—старший работал в продуктовом магазине, в годы Второй мировой войны участвовал в боевых действиях во Франции. В свободное время он играл в бейсбол, был одним из лучших питчеров среди любительских команд Мемфиса.
Грилли-младший учился в иезуитской частной школе Крисчен Бразерс, одной из самых престижных в городе. Он тоже был перспективным бейсболистом, благодаря чему его семья смогла платить за обучение меньшие деньги. Помимо бейсбола он занимался лёгкой атлетикой и был игроком школьной баскетбольной команды. Грилли пробовал свои силы и в футболе, но оставил его из-за проблем с коленями. После окончания школы он поступил в Алабамский университет. Проведя там год, он принял предложение скаута клуба «Бостон Ред Сокс» Джорджа Дигби и подписал первый профессиональный контракт.

### Выступления в младших лигах
Профессиональную карьеру Грилли начал в 1959 году. В дебютном сезоне он принял участие в четырёх играх команды «Алпайн Каубойс» из Техаса, а остальное время провёл в составе «Корнинг Кор-Сокс» из Лиги Нью-Йорка и Пенсильвании. В межсезонье он перевёлся в Мемфисский университет, где ему как уроженцу Теннесси было проще учиться. В 1960 году Грилли играл за «Роли Кэпиталз» и «Аллентаун Ред Сокс», а также принял участие в матче всех звёзд Каролинской лиги.
Большую часть сезона 1961 года он выступал за «Джонстаун Ред Сокс», хотя был недоволен тем, что его держат на уровне A-лиги. Директор скаутской службы клуба Нил Махони дал ему шанс, переведя Грилли в «Такому Рейнирс» из Лиги Тихоокеанского побережья, но молодой игрок не выдержал конкуренции. Его пропускаемость по итогам пяти иннингов в четырёх матчах составила 7,20 и он снова вернулся в «Джонстаун». В 1962 году Грилли был одним из питчеров стартовой ротации «Йорк Уайт Роузес», где сыграл в 28 матчах, одержав десять побед при двенадцати поражениях с показателем ERA 4,47.
Весь сезон 1962 года он пропустил, проходя военную службу. В декабре, получив отпуск, Грилли женился на Адель Вулф. После возвращения из армии он возобновил спортивную карьеру в команде «Рединг Ред Сокс», а в июле 1963 года его снова перевели в Лигу Тихоокеанского побережья в состав «Сиэтл Рейнирс». Только в сезоне 1964 года Грилли закрепился на уровне AAA-лиги, завершив его с пропускаемостью 3,56, несмотря на отрицательную разницу побед и поражений. Одной из причин этого было изменение механики броска, после чего его кервбол стал эффективнее.
В межсезонье «Ред Сокс» перевели свой фарм-клуб AAA-лиги в Торонто и Грилли был отправлен вместе с ним. Весь сезон 1965 года он провёл в составе команды Международной лиги «Торонто Мэйпл Лифс». Играя реливером, он принял участие в 58 матчах, одержал восемь побед при двух поражениях и пропускаемости 2,30, а также сделал 90 страйкаутов. Команда выиграла плей-офф Кубка губернатора, а кервбол Грилли был признан лучшим в лиге.

### Главная лига бейсбола
На сборах весной 1966 года Грилли произвёл хорошее впечатление на главного тренера «Ред Сокс» Билли Хермана и получил место в составе команды. Его дебют состоялся в День открытия сезона. В апреле он принял участие в четырёх играх, ещё две провёл в мае. Показатель пропускаемости Грилли в этих матчах составил 7,71 и его перевели в «Торонто». В фарм-клубе ему удался удачный отрезок и им заинтересовался клуб «Канзас-Сити Атлетикс». Обмен состоялся в июне.
В основном составе «Атлетикс» Грилли провёл около месяца, сыграв за это время в шестнадцати матчах с пропускаемостью 6,89. В игре против «Детройта» ему был записан сейв. В июле его вернули в фарм-систему, оставшуюся часть чемпионата он провёл в «Ванкувер Маунтиз». После окончания сезона Грилли завершил карьеру из-за проблем с локтём и отсутствия перспектив.

### После бейсбола
Грилли окончил Мемфисский университет, обучение в котором по разным причинам заняло у него десять лет. Получив диплом, он остался жить в Мемфисе и более двадцати лет работал в компании Holiday Inn. После продажи фирмы и перевода её офиса в Атланту он уволился. После этого Грилли с супругой переехали в Арканзас в городок Локаст-Гров, где он работал в строительной компании. В браке у них родились сын и дочь.